# NGC 3815
NGC 3815 (również PGC 36288 lub UGC 6654) – galaktyka spiralna (Sab), znajdująca się w gwiazdozbiorze Lwa. Odkrył ją William Herschel 10 kwietnia 1785 roku.